# Tenzin Palmo

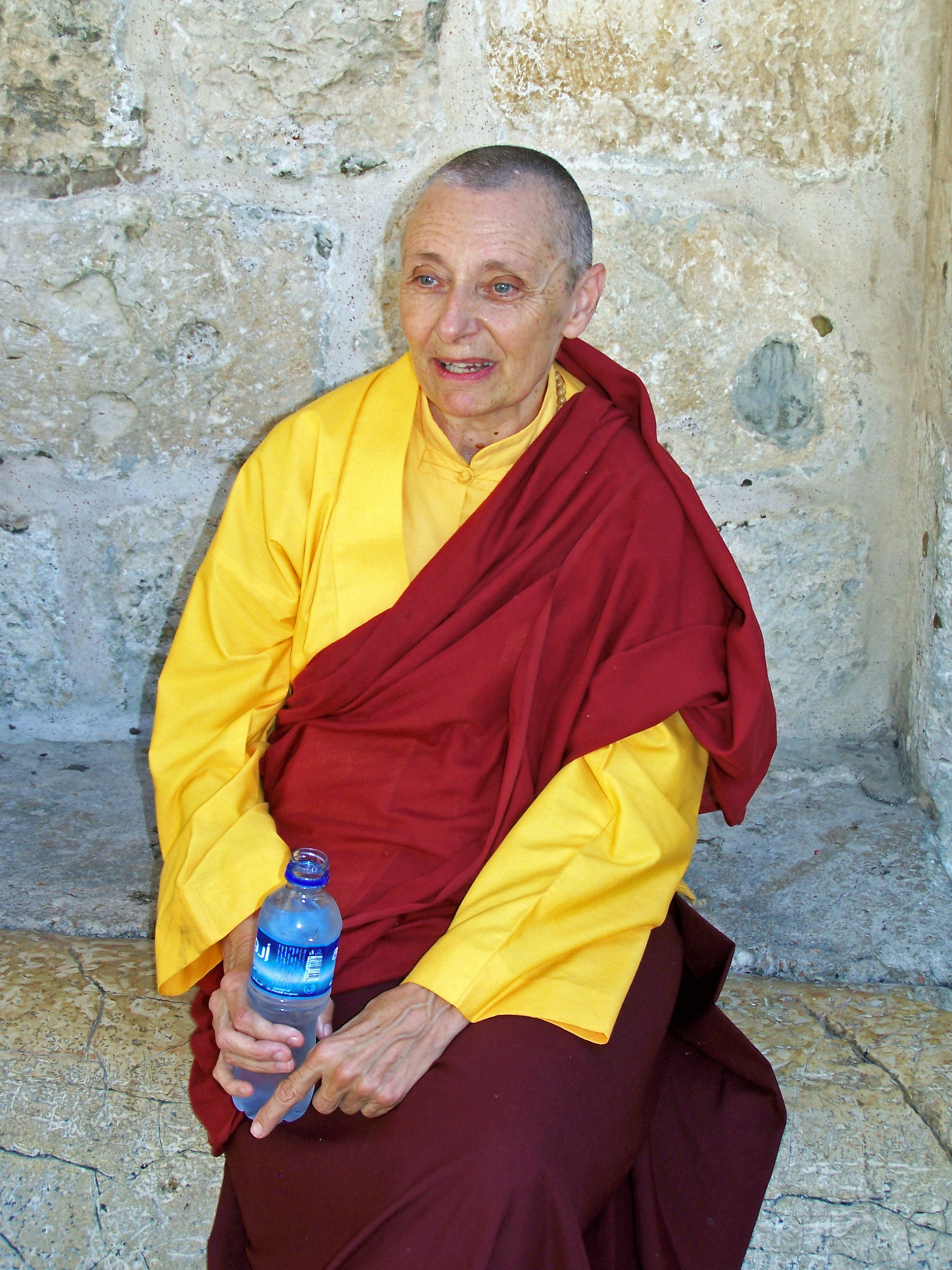
Jetsunma Tenzin Palmo sentada tomando água

Jetsunma Tenzin Palmo (nascida em Hertfordshire, 30 de junho de 1943) é uma bhikṣuṇī, monja consagrada da escola de Kagyu do budismo tibetano. É autora, professora e fundadora do Convento Dongyu Gatsal Ling em Himachal Pradesh, na Índia. Ela é mais conhecida por ser uma das poucas yoginis ocidentais treinadas no Oriente, após ter passado 12 anos vivendo em uma caverna no Himalaia, sendo 3 deles em estrito retiro de meditação.

## Reconhecimento
Em 16 de Fevereiro de 2008, Tenzin Palmo ganhou o título de Jetsunma, em reconhecimento às suas realizações espirituais como monja e aos seus esforços em promover o status das praticantes do sexo feminino de Budismo Tibetano pelo chefe da linhagem Drukpa, o 12º Gyalwang Drukpa. 